# L'Écho de Nancy
L'Écho de Nancy est un quotidien de langue française, possédé et dirigé par les Allemands, qui a paru sous l'Occupation de 1940 à 1945, avec une rédaction composée de journalistes français. 

## Histoire

### Fondation en août 1940
L'Écho de Nancy prend la suite du quotidien nancéien L'Est républicain qui a cessé de paraitre le 14 juin 1940, dans le contexte de l'invasion allemande commencée le 10 mai, quelques jours avant l'armistice du 22 juin 1940. Les nouvelles autorités allemandes d'occupation réquisitionnent les locaux, le matériel et l'imprimerie de ce journal le 8 juillet 1940. Un Allemand membre du parti nazi, Otto Fleck, est chargé de fonder un journal d'information pour l'Est de la France, qui doit être imprimé à Nancy. Il dirige une société d'édition allemande, dont le siège est à Neustadt an der Weinstraße, dans l'actuelle Rhénanie-Palatinat, la Maison d'imprimerie & d'éditions. C'est cette firme qui va éditer L'Écho de Nancy. 
Le premier numéro du nouveau quotidien parait le vendredi 2 août 1940, à 16 heures, sur quatre pages, en français.

### Direction et équipe rédactionnelle
Contrairement aux autres quotidiens de la zone occupée autorisés à paraitre, dirigés par des Français plus ou moins ralliés au régime de Vichy et à la Collaboration, ce quotidien est possédé et dirigé par des Allemands. Sous les ordres d'Otto Fleck, directeur en titre - il réside cependant en Allemagne -, le journal est dirigé à Nancy par un autre Allemand, Franz Philipps, rédacteur en chef et directeur de facto. Capitaine de la Wehrmacht, journaliste de profession, bilingue, ancien correspondant à Paris d'une agence de presse allemande, il est né en 1904. Il sera présenté comme un bon vivant, adepte de la bouteille par les journalistes français lors de leurs procès. D'autres Allemands occupent des postes de direction : le chef des services administratifs, le chef de la vente et de la publicité, le chef des services techniques sont Allemands. Ils obéissent aux autorités nazies. 
L'équipe rédactionnelle est française. Le journal emploie quelques anciens de L'Est républicain tels Georges Legey, localier (gérant du journal en 1943), Henry Clerget (rubrique sportive), Jean Catinot (responsable du service des informations générales), Raoul Décellas, secrétaire de rédaction, ou de L'Éclair de l'Est, tels Camille Vigneron ou Georges Malgras (dont le pseudonyme est René d'Avril), chargé de la rubrique des arts et spectacles. Vigneron est le plus militant : il est aussi secrétaire de rédaction du périodique local du Parti populaire français (PPF), Le Cri de l'Est. Martin de Briey, journaliste et poète, est l'un des principaux éditorialistes, à partir de 1941. Il publie en parallèle son propre périodique à partir d'octobre 1942, Le Lien, sous-titré « cahier mensuel du Centre d'action de l'Est pour le ralliement français au nouvel ordre européen ». Le collaborateur le plus notable est le futur historien André Castelot, chef de la rédaction parisienne du journal de septembre 1940 à mars 1944 et en parallèle rédacteur à La Gerbe. L'Écho de Nancy met à l'honneur sa rédaction parisienne et Castelot en juin 1942, à l'occasion de la venue dans ses locaux parisiens de Fernand de Brinon, en présence d'Alphonse de Châteaubriant, ces « deux amis du rapprochement franco-allemand ». Castelot est remplacé par Pierre Fluhr qui était auparavant correspondant du journal à Verdun. C'est un partisan affirmé de « l'alliance franco-allemande ».
Des collaborateurs plus ou moins épisodiques écrivent dans le journal tel l'universitaire Henri Lalouel, professeur de droit international à l'Université de Nancy, animateur du groupe Collaboration en Lorraine. C'est souvent lui qui présente les conférenciers venus à Nancy vanter la collaboration.
Le journal emploie de nombreux correspondants, en Lorraine, tel Fernand Rousselot, correspondant à Lunéville, à Vichy (Jean Thouvenin) et à l'étranger, notamment à Berlin, Vienne et Madrid. Robert Huin, ancien directeur politique de facto du quotidien spinalien L'Express de l'Est, membre du PPF depuis 1942, collaborationniste convaincu, entre à L'Écho de Nancy au début de l'année 1944 et gagne Berlin pour y être le correspondant du journal, avec sa secrétaire, qui écrit aussi sous le pseudonyme de Luce Argé.
Le quotidien réunit à Nancy en août 1943 une cinquantaine de ses rédacteurs et de ses correspondants. Ils sont reçus à l'hôtel de ville par le maire de Nancy, Camille Schmitt, et par le préfet Louis Dramard, qui vantent l'action du journal selon le compte-rendu de la cérémonie. Un ordre du jour louant le maréchal Pétain et Pierre Laval est adressé au gouvernement français.

### Quotidien collaborationniste
Les premières années, le journal offre les mêmes rubriques que L'Est républicain, se présentant comme un journal d'information. Mais le quotidien est d'abord un journal de propagande : sa une est souvent consacrée à mettre en valeur l'Allemagne et Hitler, ses succès militaires, aux partisans de la collaboration franco-allemande (PPF, RNP, LVF, la Milice etc.), le maréchal Pétain, et à dénoncer le communisme, les Juifs et les Anglo-Saxons, notamment les Britanniques. Le quotidien appelle ses lecteurs à assister à l'exposition antisémite « Le Juif et la France » , présentée en juillet 1942 à Nancy au musée des Beaux-Arts. Le journal met en avant les conférences en faveur de la collaboration, données en Lorraine par des Allemands comme Friedrich Grimm ou Fritz Bran, par des notables lorrains tel le chanoine Lucien Polimann ou par des personnalités comme Alphonse de Chateaubriant, Jacques Doriot ou Philippe Henriot. Les éditoriaux de Philipps et de Martin de Briey, les articles de journalistes comme Robert Huin vantent, célèbrent et justifient sans nuances la collaboration. Le numéro anniversaire d'août 1941 exalte cette collaboration, y compris les articles sur le sport ou le chemin de fer.
Franz Philipps et Jean Catinot participent à Paris aux « journées Inter-France » en octobre 1942.
Après le débarquement du 6 juin 1944, le journal continue à magnifier l'effort allemand contre ses ennemis et à dénoncer les Alliés, mettant en avant les armes nouvelles comme les V1 et exagérant leur importance. En août 1944, les ténors parisiens de la collaboration se replient vers l'Est et certains s'installent quelques jours à Nancy. L'Écho de Nancy leur sert brièvement de tribune : c'est le cas pour Jean Hérold-Paquis, Maurice-Ivan Sicard ou Marcel Déat. Au cours de ces journées, le directeur du journal, Frantz Philipps, est abattu accidentellement par un milicien ivre, le 19 août.

### Diffusion
Le quotidien publie sept éditions locales. Il est diffusé en Meurthe-et-Moselle et dans quelques départements voisins ou proches : Vosges - où il est en concurrence avec L'Express de l'Est -, Meuse, Haute-Saône, Côte-d'Or. Une 8e édition, internationale, est publiée à partir du 16 mars 1942, à destination des prisonniers de guerre et des travailleurs français en Allemagne. Son tirage augmente et passe de 50 000 exemplaires à ses débuts à 120 000 exemplaires en 1944. Un numéro anniversaire en août 1941, de 24 pages, présente les villes et les départements où le journal est diffusé. Des maires de ces villes y collaborent (Nancy, Verdun, Épinal, Dijon).
Le dernier numéro publié à Nancy parait le 1er septembre 1944.
En septembre 1944, une partie des équipes du journal se replie en Allemagne, où le quotidien est publié jusqu'en février 1945. Il est avec le quotidien Le Petit Parisien le seul journal à survivre un temps à la fuite des Allemands en 1944 et à être publié sur le territoire allemand. Il sert de tribune aux Français repliés à Sigmaringen.

### Procès
Certains journalistes sont arrêtés et condamnés, plus ou moins lourdement, par les Cours de justice. Celle de Nancy condamne Robert Huin à mort en octobre 1946, pour ses articles de L'Express de l'Est et de L'Écho de Nancy et ses relations avec les Allemands et le PPF ; il est exécuté en 1947, ,,. Martin de Briey est condamné à mort en juillet 1945 par la Cour de justice de Nancy mais sa peine est commuée en une peine de travaux forcés à perpétuité. Legey et Vigneron aux travaux forcés (20 ans pour le premier, 15 ans pour le second). Décellas à cinq ans de prison,,,. Elfriede Munier, alias Luce Argé, est aussi condamnée à cinq ans de prison. Jean Catinot, rédacteur en chef adjoint, est condamné à mort par contumace en août 1945. La Cour de justice de la Seine condamne Pierre Fluhr à huit ans de travaux forcés en avril 1945.
Certains journalistes sont arrêtés mais ne sont pas condamnés et sont parfois acquittés, tel André Castelot, à Paris. D'autres ne sont pas inquiétés à la Libération et poursuivent leur carrière de journaliste, notamment à L'Est républicain, qui reparait en octobre 1944 (Clerget, Albert Mangeot, chroniqueur judiciaire). Catinot, revenu en France, est jugé une seconde fois en 1946 et acquitté ; il reprend son activité de journaliste.